# Christiaan Eijkman
Christiaan Eijkman, nizozemski zdravnik, fiziolog, bakteriolog in akademik, nobelovec, * 11. avgust 1858, Nijkerk,  Nizozemska, † 5. november 1930, Utrecht.
Znan je po odkritju, da je podhranjenost vzrok za bolezen beriberi, kar je vodilo do odkritja vitaminov. Za svoj prispevek k temu odkritju je leta 1929 prejel Nobelovo nagrado za fiziologijo ali medicino.

## Življenjepis
Rodil se je v podeželskem okolju osrednje Nizozemske, kot sedmi od desetih otrok ravnatelja internata. Kmalu po njegovem rojstvu se je družina preselila v Zaandam bližje Amsterdamu, kjer je odraščal. Kot bister otrok se je izkazal v šoli in želel študirati medicino, a družinski proračun tega ni dopuščal. Zato je izkoristil ponudbo vlade in vstopil v kolonialno vojsko, zaradi česar je njegov študij financirala država. Leta 1883 je tako doktoriral iz fiziologije na Univerzi v Amsterdamu, nato pa odšel kot medicinski častnik v Nizozemsko vzhodno Indijo, kjer je divjala kolonialna vojna v provinci Aceh (Indonezija).
Po dveh letih je zbolel za malarijo in se vrnil v domovino, da bi okreval, je pa izkušnja vzbudila njegovo zanimanje za tropske bolezni. Odločil se je za izpopolnjevanje v bakteriologiji pri Josefu Försterju in kasneje v Berlinu pri Robertu Kochu. V tem času so nizozemsko vojsko pretresali nemiri zaradi velike pojavnosti bolezni beriberi, ki je ogrožala tudi kolonialne cilje nizozemskih oblasti. Po naključju je spoznal Cornelisa Pekelharinga in Tiberiusa Winklerja, ki sta se ravno pripravljala na odpravo za iskanje vzroka te bolezni, ter se leta 1887 vrnil v Indonezijo kot njun asistent. Takrat je veljalo prepričanje, da ima bolezen bakterijskega povzročitelja, toda Pekelharing in Winkler sta odkrila, da se bolezen ne sklada povsem s Kochovimi postulati. Po enem letu sta se oba morala vrniti v domovino, prepričala pa sta generalnega guvernerja Nizozemske vzhodne Indije, da je ustanovil laboratorij za patologijo in bakteriologijo, kjer bi nadaljevali z raziskavami. Eijkman je bil takrat odpuščen iz vojaške službe in je prevzel položaj prvega direktorja laboratorija.
Hkrati je vodil medicinski laboratorij, kjer je med drugim opravljal raziskave aklimatizacije Evropejcev na tropsko podnebje, glavno zanimanje pa je ostal beriberi. Še vedno je bil trdno namenjen odkriti bakterijskega povzročitelja. Cilj je oteževalo dejstvo, da ni bil znan živalski model, ki bi pospešil raziskave, leta 1889 pa so njegovi asistenti odkrili podobne simptome pri kokoših, ki so jih gojili za prehrano vojske. Pojavljanje simptomov – polinevritisa, ki se je izražal z motoričnimi težavami – pri kokoših se kljub pazljivo kontroliranim poskusom ni ujemalo s teorijo o bakterijski okužbi, po srečnem naključju pa so odkrili, da je povezan s prehrano: zbolele so kokoši, ki so jih hranili z oluščenim rižem, po spremembi na neoluščen riž pa so si opomogle.
Eijkman je v naslednjih letih izvedel vrsto poskusov, da bi raziskal patologijo polinevritisa pri kokoših in je ugotovil, da je izjemno podoben tistemu pri človeških žrtvah beriberija. Izločil je tudi nekatere fiziološke spremembe in okoljske dejavnike ter dokazal, da je perikarp ključen del zrna, ki vpliva na pojav. Razvil je hipotezo, da ob zaužitju riža nastajajo toksini, ki jih neka snov iz luščin nevtralizira, česar pa ni mogel dokazati. Njegova poročila so brali odgovorni za javno zdravje v kolonijah. Generalni inšpektor Adolphe Vordermann je po posvetu z njim nedvoumno pokazal, da se beriberi v zaporih pojavlja le tam, kjer zapornike hranijo z oluščenim rižem in z odlokom o spremembi prehrane v celoti odpravil problem. Gerrit Grijns, Eijkmanov nekdanji asistent, je predlagal, da je vzrok beriberija pomanjkanje neke ključne snovi – ta »delna lakota« je razložila pojav, toda Eijkman je ostal skeptičen.
Teorija je naletela na buren odziv zdravnikov in drugih strokovnjakov, ki so ostali prepričani v bakterijskega povzročitelja, in Eijkman je bil tarča ostrih napadov na svojo integriteto, vendar se je neposredni polemiki izogibal. V tem času je znova zbolel za malarijo in se je moral spet vrniti na Nizozemsko, kjer je postal profesor higiene in forenzične medicine na Univerzi v Utrechtu. Tam se je posvečal različnim vprašanjem higiene, med drugim se je proslavil z iznajdbo Eijkmanovega testa, s katerim je bilo možno na osnovi fermentacije ugotoviti, ali je voda kontaminirana z iztrebki oz. je v njej prisotna bakterija E. coli. Kot profesor je deloval 30 let, vedno bolj tudi v vlogi administratorja, izven univerze pa v raznih komitejih, kjer se je posvečal borbi proti tuberkulozi in alkoholizmu. Njegovo delo z beriberijem je bilo objavljeno pretežno v nizozemščini v obskurnih revijah, a se je sčasoma uveljavilo in vodilo v izkoreninjenje beriberija. Sledile so tudi intenzivne raziskave, ki so razkrile obstoj cele vrste esencielnih mikronutrientov, ki jih organizem ne more sam sintetizirati, zato jih mora zaužiti s hrano za pravilno delovanje. Snov, odgovorno za beriberi, je iz riževih luščin leta 1911 prvi izoliral Kazimierz Funk in predpostavil še druge tovrstne snovi, ki jih je poimenoval vitamini.
Eijkman se je se poročil dvakrat, prvič z Aaltje Wigeri van Edema in po njeni smrti leta 1886 z Bertho Julie Louise van der Kemp. Njun sin Peter je sledil očetu in postal zdravnik. Eijkman je po daljši bolezni umrl v Utrechtu pozimi leta 1930.

## Priznanja
Na račun uspehov pri izkoreninjanju beriberija so kljub Eijkmanovi skromnosti sledila strokovna priznanja. Leta 1907 je bil sprejet za člana Kraljeve nizozemske akademije znanosti in kasneje še za dopisnega člana Ameriške akademije znanosti. Prejel je tudi več državnih odlikovanj in strokovnih nagrad, nazadnje, leta 1929 še najpomembnejše, Nobelovo nagrado za fiziologijo ali medicino za delo, ki je vodilo do odkritja vitaminov (skupaj s Frederickom Gowlandom Hopkinsom). Eijkman je bil takrat že preslabega zdravja, da bi se udeležil ceremonije, zato so njegovo predavanje prebrali.
Odločitev Nobelovega komiteja je nekoliko sporna, saj so bili z njo spregledani mnogi raziskovalci na čelu s Funkom, a je bil Eijkmanov prispevek vendarle ključen pri odkritju vitaminov.